# کوهالا
کوهالا (به انگلیسی: Kohala) یک شهر در پاکستان است که در ناحیه راولپندی واقع شده‌است.